# Piper cubeba

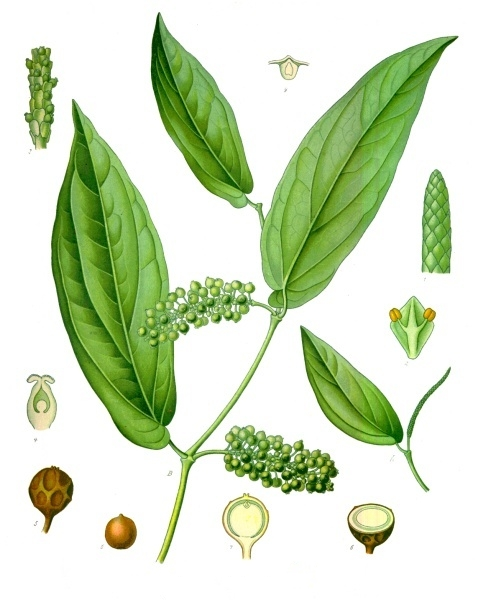
Piper cubeba (Gravura da obra Plantas Medicinais de Köhler (1887).

Piper cubeba L., conhecida pelo nome comum de cubeba (do árabe كبابة‎: kabāba), é uma planta aromática da família Piperaceae cultivada pelos seus frutos e óleos essenciais. A espécie é originária do sueste da Ásia e cultivada principalmente em Java e Samatra, sendo o fruto seco comercializada sob a designação de pimenta-de-java para fins medicinais, preparação de condimentos e como enteógeno utilizado em feitiços, poções e ritos neopagãos.

## Origem do nome e comercialização
A cubeba foi introduzida na Europa a partir da Índia através de comerciantes árabes, como aliás o atesta o nome cubeba, que vem do vocábulo árabe de origem desconhecida kabāba (كبابة‎) através do francês antigo quibibes. A cubeba é mencionada em escritos alquímicos medievais pelo seu nome árabe.
John Parkinson afirma, na sua Theatrum Botanicum, que o rei de Portugal, por volta de 1640, proibiu a venda de cubeba a fim de promover a pimenta-preta (as bagas de Piper nigrum). A cubeba ressurgiu na Europa no século XIX em usos medicinais, mas entretanto praticamente desapareceu do mercado europeu, apesar de continuar a ser usada no Ocidente como agente aromatizante para gins e cigarros e como tempero para alimentos na Indonésia.
A cubeba comercial consiste em frutos colectados e cuidadosamente secos antes de maturarem, de que resultam bagas, similares na aparência a pimenta-preta, mas com semente dura, branca e oleosa e talos aderentes. O pericarpo seco é enrugado, com coloração que varia do cinzento-acastanhado ao preto, com odor descrito como agradável e aromático. O sabor é picante, acre, ligeiramente amargo e persistente, descrito como tendo gosto a pimenta-da-jamaica ou como um cruzamento entre pimenta-da-jamaica e pimenta-preta.

## História
No século IV a.C., Teofrasto  mencionou o komakon, incluindo-a com canela e cássia como ingrediente em compostos aromáticos. Guillaume Budé e Claudius Salmasius identificaram komakon com cubeba, provavelmente devido à semelhança que a palavra carrega o nome de javanês cubeba, kumukus. Isto é visto como uma evidência curiosa do comércio grego com Java em uma hora mais cedo do que o de Teofrasto. [3] É improvável que os gregos tenham adquirindo-a de outro lugar, já que os produtores javaneses protegem o seu monopólio do comércio com a esterilização das bagas de escalda, assegurando que as videiras fossem incapazes de serem cultivadas em outros lugares</ref> It is unlikely Greeks acquired them from somewhere else, since Javanese growers protected their monopoly of the trade by sterilizing the berries by scalding, ensuring that the vines were unable to be cultivated elsewhere..
Na Dinastia Tangue, a cubeba foi trazida para a China a partir do Império Serivijaia. Na Índia, o tempero veio a ser chamado de kabab Chini, ou seja, "cubeba chinesa", possivelmente porque os chineses tinham uma mão no seu comércio, mas provavelmente porque era um item importante no comércio com a China. Na China esta pimenta foi chamada de vilenga e vidanga. Hsun Li pensou que esta pimenta vinha da mesma arvore da pimenta preta. Médicos Tang usavam-na para restaurar o apetite, tintas para escurecer o cabelo e perfume corporal. No entanto, não há evidências mostrando que a cubeba foi usada como um condimento na China.
O Livro das Mil e Uma Noites, compilada no século IX, menciona a cubeba como um remédio para infertilidade, mostrando que já era utilizado pelos árabes para fins medicinais. A cubeba foi introduzida à culinária árabe por volta do século X. As Viagens de Marco Polo, escritas no século XIII, descrevem Java como produtor de cubeba, juntamente com outras valiosas especiarias. No século XIV, a cubeba foi importada para a costa em grãos, sob o nome de pimenta, por comerciantes de Rouen e Lippe. Um conto moral do século 14, exemplificando a gula pelo escritor franciscano Francesc Eiximenis descreve os hábitos alimentares de um clérigo mundano que consome uma mistura bizarra de gemas de ovos com canela e cubeba após seu banho, provavelmente como um afrodisíaco.
Os povos da Europa acreditavam que a cubeba era um “repelente de demónios”, assim como foi pelo povo da China. Ludovico Maria Sinistrari, um padre católico que escreveu sobre os métodos de exorcismo no final do século XVII, inclui a cubeba como um ingrediente em um incenso para afastar incubus. Ainda hoje, a sua fórmula para o incenso é citada por autores neopagãos, alguns dos quais também alegam que a cubeba pode ser usada em saches do amor e feitiços.
Após a proibição de venda, o uso culinário da cubeba diminuiu drasticamente na Europa, e apenas a sua aplicação medicinal continuou até o século XIX. No início do século XX, a cubeba foi regularmente enviada da Indonésia para a Europa e os Estados Unidos. O comércio diminuiu gradualmente para uma média de 135 t ao ano, e praticamente cessou a partir de 1940

## Química
As bagas secas contêm um óleo essencial que consiste em monoterpenos e sesquiterpenos.
Cerca de 15% de um óleo volátil é obtido através da destilação da cubeba em água. O cubebeno, a parte líquida, tem a fórmula C15H24. É um líquido viscoso, verde pálido ou azul-amarelado, com um tom amadeirado e odor ligeiramente parecido com cânfora. Após a rectificação com água, forma cristais de cânfora de cubeba.
A cubebina (C10H10O3) é uma substância cristalina existente na cubeba, descoberta por Eugène Soubeiran e Capitaine em 1839. Pode ser preparado a partir do cubebeno ou a partir da destilação do petróleo. A droga, juntamente com goma, óleos graxos e malatos de magnésio e cálcio, contém também cerca de 1% de ácido cubébico, e cerca de 6% de uma resina.

## Aplicações

### Medicinal
Na Índia, textos sânscritos incluíram a cubeba em vários remédios. Charaka e Sushruta prescreveram a cubeba como um enxaguatório bucal, e da utilização de cubeba seca internamente para doenças bucais e dentais, perda da voz, halitose, febre e tosse.

### Culinária
Na Europa, a cubeba foi uma das valiosas especiarias durante a Idade Média. Era usada como um tempero para carne ou usado em molhos. Uma receita medieval inclui a cubeba em um molho, que consiste em leite de amêndoas e especiarias diversas. Como confeitarias aromáticas, a cubeba foi muitas vezes cristalizado e consumido inteiro. Também foi usado na fabricação de um vinagre infundido com cominho e alho , foi usado para marinadas de carne na Polônia, durante o século XIV. A cubeba ainda pode ser usada para realçar o sabor de sopas saborosas.
A cubeba chegou à África por meio dos árabes. Na cozinha marroquina,a cubeba é usado em pratos salgados e doces, como no markouts. Ele também aparece ocasionalmente na lista de ingredientes para o famoso tempero Ras el hanout. A cubeba é freqüentemente usada na cozinha indonésia.

### Cigarros
A cubeba era frequentemente usada na forma de cigarros para faringite, asma crónica e febre do feno. Edgar Rice Burroughs gostava de fumar cigarros de cubeba. "Marshall's Prepared Cubeb Cigarettes" (Cigarros de cubeba preparado por Marshall) era uma marca popular, com vendas suficientes para ainda serem fabricados durante a Segunda Guerra Mundial. . Ocasionalmente, os usuários de maconha alegaram que fumar maconha não é mais prejudicial do que fumar cubeba.

## Referencias
1. 1 2 3 4  (Katzer 1998)
2. ↑  (Hess 1996, p. 395)
3. ↑  (Schafer 1985, p. 151)
4. ↑  (Weiss 2002, p. 180).
5. ↑  (Lawless 1995, p. 201)
6. ↑  (Hieatt 1988) "Make a thykke mylke of almondys, do hit in a pot with floure of rys, safron, gynger, macys, quibibis, canel, sygure: and rynse the bottom of the disch with fat broth. Boyle the sewe byfore, and messe hit forth."
7. ↑  Candied cubeb is mentioned in Thomas Pynchon's Gravity's Rainbow, set in the 1940s: "Under its tamarind glaze, the Mills bomb turns out to be luscious pepsin-flavored nougat, chock-full of tangy candied cubeb berries, and a chewy camphor-gum center. It is unspeakably awful. Slothrop's head begins to reel with camphor fumes, his eyes are running, his tongue's a hopeless holocaust. Cubeb? He used to smoke that stuff." (Pynchon 1973, p. 118)
8. ↑  (Dembinska 1999, p. 199)
9. ↑  (Shaw 1998).
10. ↑  (Sloman 1998, p. 144)